# براندون كروز
براندون كروز (بالإنجليزية: Brandon Cruz)‏ (و. 1962 – م) هو ممثل، ومغني، من الولايات المتحدة الأمريكية، ولد في بيكرسفيلد، كاليفورنيا.

## وصلات خارجية
- براندون كروز على موقع IMDb (الإنجليزية)
- براندون كروز على موقع ألو سيني (الفرنسية)
- براندون كروز على موقع ميوزك برينز (الإنجليزية)
- براندون كروز على موقع أول موفي (الإنجليزية)
- براندون كروز على موقع قاعدة بيانات الأفلام السويدية (السويدية)
- براندون كروز على موقع إن إن دي بي (الإنجليزية)
- براندون كروز على موقع ديسكوغز (الإنجليزية)
- براندون كروز على موقع قاعدة بيانات الفيلم (الإنجليزية)
- براندون كروز على موقع كينوبويسك (الروسية)